# オートバイ (雑誌)
オートバイ（英語: Autoby）は、モーターマガジン社が発行する日本のオートバイ雑誌。創刊時より月刊・毎月1日発売、B5判型を維持している。
現存する日本のオートバイ雑誌の中では最も古い歴史を持ち、2023年には創刊100周年を迎えた。2016年現在の発行部数は公称35万部。
公式サイト「webオートバイ」は2010年より運営が開始され、2020年11月にはオリジナルサイトのみで1000万PV超えを達成している。

## 歴史
1923年（大正12年）5月号が創刊。
1931年の広告によると監修は工学博士の淺川權八が手がけていた。当時の判型は四六判で、毎号200頁を掲載していた。
1958年には本誌を母体として、オートバイ業界紙『二輪車新聞』を発行する二輪車新聞社が独立。当時の定価は150円。
2010年に公式webサイト「webオートバイ」の運営を開始。